# Régulation magnétique
La régulation magnétique est une méthode de régulation d'un convertisseur de puissance qui utilise les propriétés des inductances saturables.

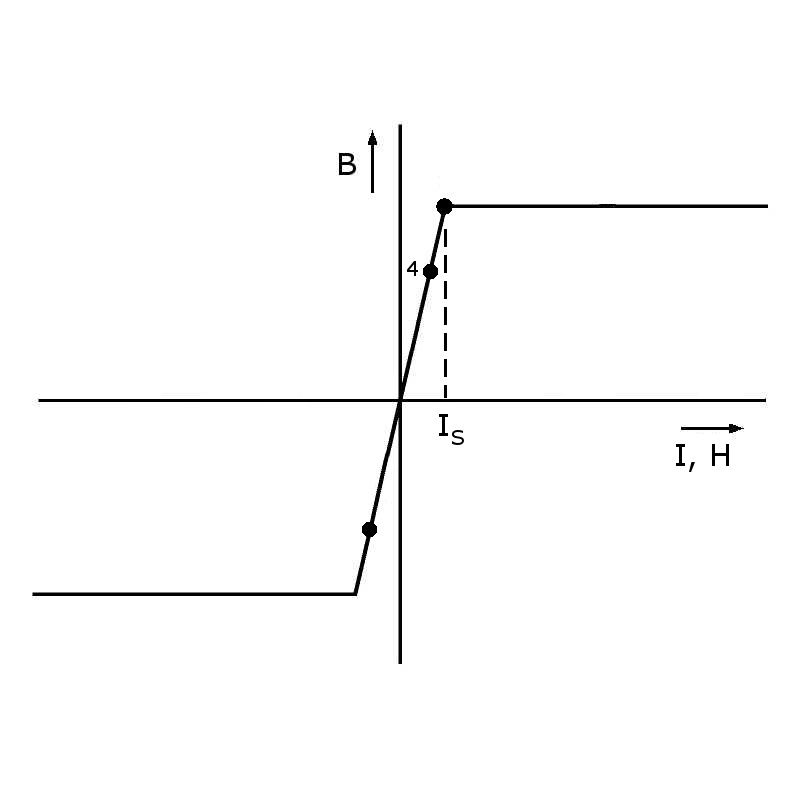
Caractéristique de magnétisation (simplifiée) pour le fonctionnement d'un régulateur magnétique.

En général on utilise une inductance dans la zone B(H) linéaire de manière que sa valeur ne change pas en fonction du courant, ce qui est très important pour maintenir fixe la fréquence de coupure d'un filtre par exemple.
Dans le cas d'une inductance saturable, au contraire, on utilise aussi la caractéristique B(H) dans la zone fortement non linéaire proche d'une caractéristique rectangulaire.
Une inductance utilisée dans ces conditions présente des caractéristiques intéressantes :
- quand elle est saturée c'est une impédance très faible ;
- quand elle est non saturée c'est une très forte impédance.

L'inductance saturable présente donc les propriétés d'un interrupteur.
Cette technique n'est plus très utilisée depuis l'avènement des composants électroniques au silicium (Thyristors, GTO, transistors bipolaires, MOSFET, IGBT…). Mais, en fonction de l'évolution des matériaux magnétiques, elle a retrouvé un intérêt, par exemple pour la régulation d'alimentations à découpage au niveau des sorties des enroulements secondaires du transformateur principal.
Mais l'étude des convertisseurs à régulation magnétique se heurte à de nombreux problèmes : contrôle de l'état, modélisation de l'hystérésis…